# Sungsang I
Sungsang I is een bestuurslaag in het regentschap Banyuasin van de provincie Zuid-Sumatra, Indonesië. Sungsang I telt 5666 inwoners (volkstelling 2010).